# 2005年阿富汗议会选举

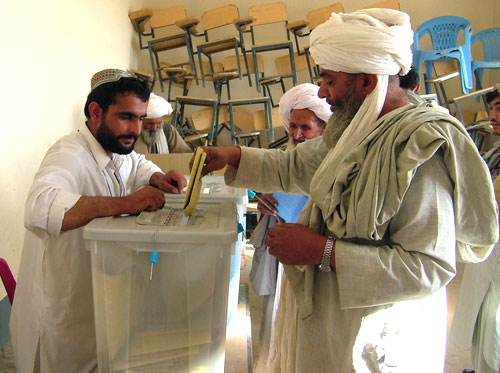
2005 年 9 月 18 日，一名阿富汗男子在赫爾曼德省拉什卡爾加的一個投票站投票。全市的投票站都很繁忙，但秩序井然。

2005年阿富汗议会选举在2005年9月18日举行，省委员会选举也一起举行。目的是选出议会下院人民院的249个席位，和34个省委员会。每个省在人民院都有一定数量的议席，议席的多少决定于各省的人口。议会的上院元老院由省委员会间接选出。